# آندژی بارت
آندژی بارت (لهستانی: Andrzej Bart؛ زادهٔ ۱۹۵۱) رمان‌نویس، فیلم‌نامه‌نویس و کارگردان فیلم اهل لهستان است.
از فیلم‌هایی که وی در آن‌ها نقش داشته‌است، می‌توان به معکوس اشاره نمود.